# جيم ليتش
جيم ليتش (بالإنجليزية: Jim Leach)‏ (و. 1942 – م) هو سياسي، وأستاذ جامعي من الولايات المتحدة الأمريكية.
وهو عضو في الحزب الجمهوري. تعلم في جامعة برنستون، وكلية لندن للاقتصاد، وجامعة جونز هوبكينز، وأدار جامعة هارفارد.